# خدمات ليسوتو التصحيحية
خدمات ليسوتو التصحيحية (بالإنجليزية: Lesotho Correctional Services)‏ هو نادي كرة قدم ليسوتي من العاصمة ماسيرو. فاز أربع مرات بدوري ليسوتو الممتاز في أعوام 2000، 2002، 2007، 2008.